# Farewell, Farewell
Albums de Fairport Convention
Tipplers Tales
(1978) Moat on the Ledge: Live at Broughton Castle, August '81
(1982)
Farewell, Farewell est un album en concert du groupe de folk rock britannique Fairport Convention. Il est sorti en 1979 sur le label Woodworm Records (en), mis sur pied par le bassiste Dave Pegg et sa femme Christine à cette fin.
Il documente la tournée d'adieu donnée par le groupe au printemps 1979. C'est le dernier album de Fairport Convention enregistré avec Dave Swarbrick (en), qui ne participe pas à la réunion du groupe en 1985.

## Fiche technique

### Chansons
| 1. | Matty Groves / High Road to Linton / Orange Blossom Special | traditionnel arrangé par Fairport Convention / Ervin T. Rouse (en) | 8:34 |
| 2. | John Lee                                                    | Dave Swarbrick (en)                                                | 3:18 |
| 3. | Bridge Over the River Ash                                   | traditionnel arrangé par Fairport Convention                       | 2:40 |
| 4. | Sir Patrick Spens (en)                                      | traditionnel arrangé par Fairport Convention                       | 2:40 |

| 5. | Mr. Lacey              | Ashley Hutchings                             | 3:36 |
| 6. | Walk Awhile            | Richard Thompson, Dave Swarbrick             | 4:13 |
| 7. | The Bonny Black Hare   | traditionnel arrangé par Fairport Convention | 2:40 |
| 8. | The Journeyman's Grace | Richard Thompson, Dave Swarbrick             | 4:35 |
| 9. | Meet on the Ledge (en) | Richard Thompson                             | 6:18 |

L'album a été réédité en 1997 au format CD sous le titre Encore Encore avec quatre titres bonus.
| 11. | Rubber Band                  | Mike Waterson (en)                           | 3:04 |
| 12. | Hens March / Four Poster Bed | traditionnel arrangé par Fairport Convention | 3:36 |
| 13. | Flatback Caper               | traditionnel arrangé par Fairport Convention | 6:37 |
| 14. | Dirty Linen                  | traditionnel arrangé par Fairport Convention | 4:19 |

### Musiciens
- Simon Nicol (en) : chant, guitare, alto
- Dave Swarbrick (en) : chant, violon, mandoline
- Dave Pegg : chant, basse, violon, mandoline
- Bruce Rowland (en) : batterie, percussions, basse

### Équipe de production
- Frank Owen : ingénieur du son
- Nigel Williamson, Tony Williamson : mixage
- John Acock, Mike Pela, Nick Critchley : remixage
- Mike Cooper, Steve Walker : photographie
- Birgitte Rowland, Trisha Walker : pochette